# Canton de Vitré-Est
Le canton de Vitré-Est est une ancienne division administrative française, située dans le département d'Ille-et-Vilaine et la région Bretagne.

## Composition

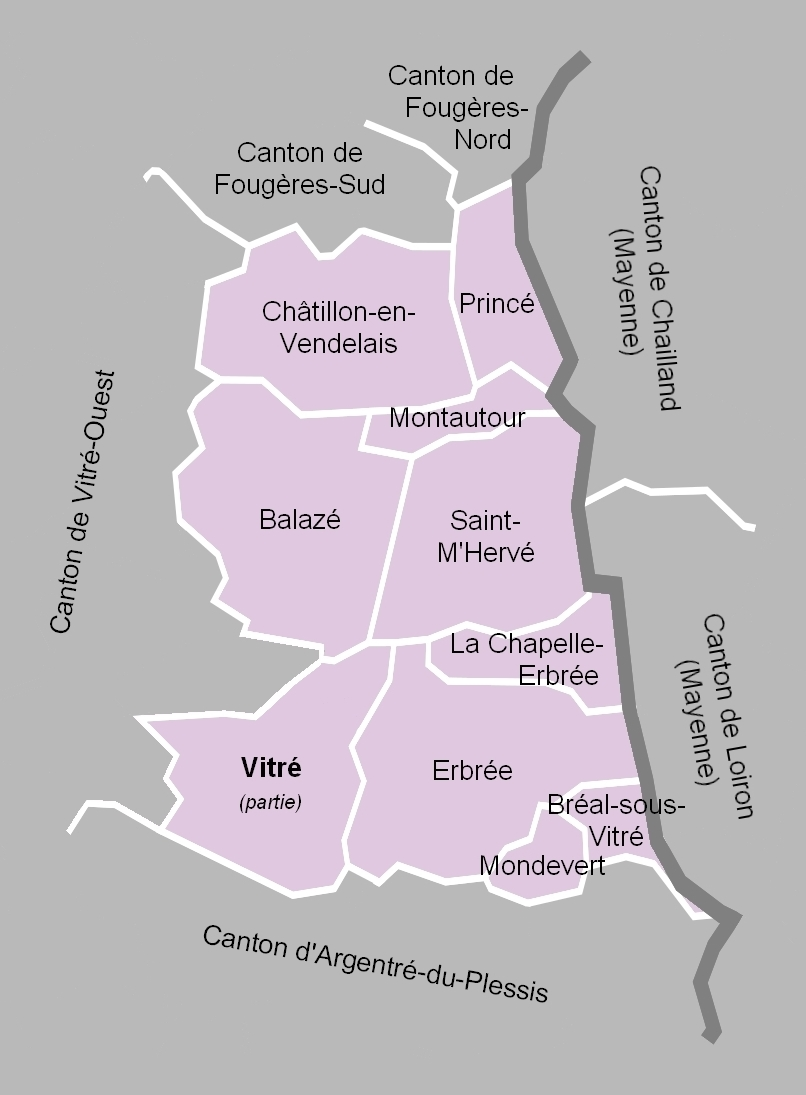
La carte des communes du canton. Les cantons limitrophes étaient ceux, de Vitré-Ouest, de Fougères-Sud, de Fougères-Nord, de Chailland, de Loiron et d'Argentré-du-Plessis.

Le canton de Vitré-Est comptait 22 776 habitants en 2012 (population municipale) et groupait dix communes, dont une partie de Vitré :
- Balazé ;
- Bréal-sous-Vitré ;
- La Chapelle-Erbrée ;
- Châtillon-en-Vendelais ;
- Erbrée ;
- Mondevert ;
- Montautour ;
- Princé ;
- Saint-M'Hervé ;
- Vitré (fraction).

La partie de Vitré comprise dans ce canton était la partie sud.
Contrairement à beaucoup d'autres cantons, le canton de Vitré-Est n'incluait aucune commune supprimée depuis la création des communes sous la Révolution.
À la suite du redécoupage des cantons pour 2015, toutes les communes sont rattachées au canton de Vitré.

## Histoire
- Un seul élu de 1833 à 1848 pour les cantons de Vitré-Sud et Châteaubourg.

- De 1801 à 1845 (loi du 19 juillet 1845), le canton de Vitré-Est s'appelait Vitré-Sud.

## Représentation

### Conseillers généraux de 1833 à 2015
| Période | Période          | Identité                                  | Étiquette          | Qualité |
| ------- | ---------------- | ----------------------------------------- | ------------------ | --- |
| 1833    | 1848             | Joseph Thomas de la Plesse                | Opposition         | Avocat, maire de Vitré, député (1838-1848) |
| 1848    | 1852             | Toussaint René Ruault de La Lande         |                    | Médecin, maire de Vitré |
| 1852    | 1853 (démission) | Isidore Hay des Nétumières (1815-1869)    |                    | Propriétaire à Vitré |
| 1853    | 1855             | François Havard-Duclos (1808-1894)        |                    | Médecin à Vitré |
| 1855    | 1864             | Auguste Victor Oudart (1816-1907)         |                    | Magistrat, conseiller à la cour impériale de Chambéry |
| 1864    | 1871             | Arthur de La Borderie                     | Droite             | Propriétaire - Député (1871-1876) |
| 1871    | 1913             | Comte Yvan Hay des Nétumières (1841-1914) | Droite légitimiste | Propriétaire à Vitré, contrôleur général d'Ille-et-Vilaine |
| 1913    | 1928 (décès)     | Henri Le Templier (1861-1928)             | Droite             | Propriétaire du château des Roussières Maire de Châtillon-en-Vendelais (1913-1928), conseiller d'arrondissement |
| 1928    | 1931             | Jean Tauriac                              | RG                 | Vétérinaire à Vitré |
| 1931    | 1940             | Alexis Méhaignerie (père, 1873-1955)      | URD                | Cultivateur à La Haute Vougerie, maire de Balazé, conseiller d'arrondissement Nommé conseiller départemental en 1943 |
|         |                  |                                           |                    | |
| 1945    | 1976             | Alexis Méhaignerie (fils du précédent)    | MRP puis CD        | Cultivateur Député d'Ille-et-Vilaine (1945-1968), maire de Balazé |
| 1976    | 2001             | Pierre Méhaignerie (fils du précédent)    | UDF-CDS            | Ingénieur du génie rural et des eaux et forêts Député d'Ille-et-Vilaine (1973-1976, 1978, 1981-1986, 1988-1993 et 1995-2012), maire de Vitré (depuis 1977), membre du Gouvernement (1976-1981, 1986-1988 et 1993-1995), président du conseil général d'Ille-et-Vilaine (1982-2001) |
| 2001    | 2008             | Joseph Prodhomme                          | UDF                | Cultivateur, maire-adjoint de Vitré |
| 2008    | 2015             | Isabelle Le Callennec                     | UMP                | Cadre supérieur du secteur privé Conseillère municipale de Vitré, députée (2012-2017) Elue en 2015 dans le nouveau canton de Vitré |

Le canton participe à l'élection du député de la cinquième circonscription d'Ille-et-Vilaine.

### Conseillers d'arrondissement (de 1833 à 1940)
Le canton de Vitré Est avait deux conseillers d'arrondissement.
| Période                                  | Période      | Identité                                       | Étiquette              | Qualité |
| ---------------------------------------- | ------------ | ---------------------------------------------- | ---------------------- | --- |
| 1833                                     | 1839         | François Jean Marie Hirou fils (1795-1883)     |                        | Médecin, adjoint au maire de Vitré                                                                                |
|                                          |              |                                                |                        | |
| 1895                                     | 1919         | Charles Rupin (1856-1933)                      | Libéral                | Avocat à Vitré |
| 1895                                     | 1899 (décès) | Baron Anatole Eugène de Berthois (1827-1899)   |                        | Lieutenant-colonel au cinquième régiment de chasseurs à cheval, propriétaire du château des Bretonnières à Erbrée |
| 1904                                     | 1913         | Henri Le Templier                              | Conservateur           | Propriétaire à Châtillon-en-Vendelais                                                                             |
| 1913                                     | 1919         | Vicomte Le Gonidec de Traissan                 | Conservateur           | Propriétaire du château de la Baratière, conseiller municipal de Vitré                                            |
| 1919                                     | 1940         | Hippolyte de Moncuit de Boiscuillé (1877-1967) | Conservateur           | Maire d'Erbrée |
| 1919                                     | 1922         | Marcel Rupied                                  | Conservateur           | Notaire à Vitré, élu conseiller général du canton de Vitré-Ouest en 1922                                          |
| 1922                                     | 1928         | Auguste Rousseau                               | Républicain catholique | Médecin, conseiller municipal de Vitré                                                                            |
| 1928                                     | 1931         | Alexis Méhaignerie (père, 1873-1955)           | Libéral                | Cultivateur à La Haute Vougerie, maire de Balazé                                                                  |
| 1931                                     | 1940         | Jean-Baptiste Bonhomme                         | Républicain de droite  | Pharmacien, adjoint au maire de Vitré                                                                             |
| 1940                                     |              |                                                |                        | Les conseils d'arrondissement ont été suspendus par la loi du 12 octobre 1940 et n'ont jamais été réactivés       |
| Les données manquantes sont à compléter. |              |                                                |                        | |

## Démographie
| 1962 | 1968 | 1975 | 1982 | 1990   | 1999   | 2006   | 2011   | 2012   |
| ---- | ---- | ---- | ---- | ------ | ------ | ------ | ------ | ------ |
| -    | -    | -    | -    | 18 873 | 20 206 | 21 422 | 22 768 | 22 776 |